# Andrea Mead Lawrence
(Andrea Mead Lawrence)
Andrea Mead (Rutland, 19 aprile 1932 – Mammoth Lakes, 30 marzo 2009) è stata una sciatrice alpina e ambientalista statunitense.
Dopo il matrimonio con David Lawrence, a sua volta sciatore alpino di alto livello, a partire dai VI Giochi olimpici invernali di Oslo 1952 aggiunse al proprio il cognome del marito e gareggiò come Andrea Mead Lawrence (o Andrea Mead-Lawrence). Nonostante il divorzio, continuò a utilizzare il cognome del marito per tutta la vita, anche da solo (Andrea Lawrence).
Vincitrice di due medaglie d'oro nel 1952, fu la prima campionessa olimpica di slalom gigante. Dopo il ritiro dalle competizioni, si dedicò attivamente alla difesa dell'ambiente naturale della Sierra Nevada statunitense.

## Biografia

### Carriera sciistica
Andrea Mead iniziò a sciare giovanissima sulle nevi di casa: i suoi genitori, Bradford e Janet Mead, erano i proprietari della stazione sciistica di Pico Peak, in Vermont, dove installarono nel 1941 il primo skilift del Nordamerica.

#### Stagioni 1942-1951
Iniziò a gareggiare nel 1942 e non ancora sedicenne partecipò ai V Giochi olimpici invernali di Sankt Moritz 1948: fu 35ª nella discesa libera, 8ª nello slalom speciale e 21ª nella combinata.
Nel 1950 vinse la discesa libera, lo slalom speciale e la combinata della Coppa Harriman, mentre nel 1951 realizzò la stessa tripletta nel trofeo dell'Hahnenkamm di Kitzbühel. Nella squadra nazionale statunitense conobbe David Lawrence, anche lui sciatore, che diventò suo marito nel 1951: i due si sposarono in Svizzera, mentre erano in trasferta con la squadra per partecipare ad una serie di gare in Europa.

#### Stagioni 1952-1956
Ai VI Giochi olimpici invernali di Oslo 1952, sua seconda partecipazione ai Giochi, vinse due titoli. Quella della diciannovenne statunitense fu la prima medaglia d'oro di quell'edizione: il 14 febbraio, un giorno prima della cerimonia ufficiale di apertura dei Giochi, si aggiudicò lo slalom gigante sulla pista di Norefjell con il tempo di 2'06"8, con 2"2 di vantaggio sull'austriaca Dagmar Rom e 3"2 sulla tedesca Annemarie Buchner. Era la prima volta che lo slalom gigante veniva inserito nel programma olimpico. Nella discesa libera fu 17ª, con un ritardo di oltre 8 secondi dalla vincitrice, l'austriaca Trude Beiser. La seconda medaglia d'oro arrivò nello slalom speciale disputato a Rødkleiva, dove risalì dal 4º posto della prima manche fino alla vittoria grazie al miglior tempo di manche nella seconda, dove superò con oltre due secondi di distacco tutte le altre sciatrici. Entrambe le medaglie erano valide anche ai fini dei Mondiali 1952.
Nei quattro anni successivi ebbe tre figli, ma non abbandonò le competizioni. Diventò campionessa statunitense di slalom gigante nel 1953, e di discesa libera, slalom speciale e combinata nel 1955. L'anno successivo partecipò ai VII Giochi olimpici invernali di Cortina d'Ampezzo 1956, appena quattro mesi dopo la nascita del terzo figlio: si classificò 30ª nella discesa libera, 4ª nello slalom gigante e 25ª nello slalom speciale.

### Impegno ambientalista
Nel 1967 i coniugi Lawrence divorziarono. L'anno dopo si trasferì con i cinque figli (gli ultimi due nati dopo il ritiro dalle competizioni) a Mammoth Lakes, in California. Nel 1972 fu tra i fondatori del comitato Friends of Mammoth ("Amici di Mammoth") contro i progetti di sviluppo urbano ed edilizio che avrebbero danneggiato l'ambiente montano e la comunità locale. La loro vittoria contro la Contea di Mono presso la Corte Suprema della California stabilì che il California Environmental Quality Act, la legge ambientale dello Stato, si applicava anche ai progetti di sviluppo privati.
Nel 1980 pubblicò la sua autobiografia, intitolata A Practice of Mountains ("Una pratica delle montagne"). Nel 1983 fu eletta nel consiglio di supervisione della Contea di Mono, carica che ricoprì per sedici anni fino al 1999. Come supervisore della contea, si batté tra l'altro per la difesa del Bodie State Historic Park, l'area protetta che comprende l'ormai abbandonata cittadina mineraria di Bodie, e testimoniò di fronte al Congresso degli Stati Uniti d'America in favore del Bodie Protection Act, approvato nel 1992, che vietò ulteriori sfruttamenti minerari nella zona.
Nel 1993 fondò e presiedette la Sierra Nevada Alliance ("Alleanza della Sierra Nevada"), un'organizzazione che raggruppa e coordina l'attività di circa cinquanta associazioni locali attive nella difesa dell'ambiente naturale della catena montuosa che si trova tra la California e il Nevada. Nel 1999, come riconoscimento per il suo impegno a favore delle aree protette, fu nominata ranger onorario dalla California State Park Ranger Association ("Associazione dei ranger dei parchi statali della California").
Nel 2002 fondò una propria organizzazione, denominata Andrea Lawrence Institute for Mountains and Rivers ("Istituto Andrea Lawrence per le montagne e i fiumi") e nota anche con l'acronimo ALIMAR, con l'obiettivo di combinare la difesa dell'ambiente naturale della Sierra orientale e della Valle di Owens con lo sviluppo economico e la crescita delle comunità locali; dopo la sua morte, nel 2009, l'ALIMAR confluì nel Mono Lake Committee.

### Altre attività
Quattro anni dopo i Giochi di Cortina d'Ampezzo, quando gli VIII Giochi olimpici invernali furono ospitati negli Stati Uniti (Squaw Valley 1960), Andrea Mead Lawrence fu comunque presente, nell'ultima parte della staffetta della fiamma olimpica. Con gli sci ai piedi, scese dal Little Papoose Peak con la torcia in mano, scortata da otto guardie della National Ski Patrol, il soccorso alpino statunitense. Giunse fin dentro alla Blythe Arena, lo stadio all'aperto dove era in corso la cerimonia di apertura, e passò la torcia all'ultimo tedoforo, il pattinatore Kenneth Henry. Negli anni sessanta lavorò come commentatrice sportiva televisiva, specializzata nello sci.
Anche nel 2002, quando i XIX Giochi olimpici invernali si svolsero nuovamente negli Stati Uniti (Salt Lake City 2002), Andrea Mead Lawrence fu coinvolta nella staffetta della fiamma olimpica. Morì il 30 marzo 2009 a causa di un tumore.

## Palmarès

### Olimpiadi
- 2 medaglie, valide anche ai fini dei Mondiali:
  - 2 ori (slalom gigante, slalom speciale a Oslo 1952)

### Campionati statunitensi
- 10 ori (discesa libera, slalom speciale, combinata nel 1949; discesa libera, slalom speciale, combinata nel 1952; slalom gigante nel 1953; discesa libera, slalom speciale, combinata nel 1955)[senza fonte]

## Opere
- (EN) Andrea Mead Lawrence, A Practice of Mountains, Seaview Books, 1980, ISBN 0-87223-593-9.